# Johannes Scholvin
Johannes Scholvin (* um 1590 in Lübeck; † 6. Mai 1642 in Buxtehude) war ein deutscher Theologe und Dichter.

## Leben
Johannes Scholvin besuchte das Gymnasium seiner Heimatstadt und ging im Juni 1606 zum Studium an die Brandenburgische Universität Frankfurt. 1609 zog er an die Hessische Ludwigs-Universität Gießen weiter, wo er bei Balthasar Menzer d. Ä. und Johannes Winckelmann Theologie studierte. Im April 1610 wurde Scholvin in Gießen promoviert.
Im selben Jahr erhielt er das Subrektorat am Katharineum zu Lübeck, 1613 dann eine Pfarrstelle an St. Johannis in Curslak. Von 1620 bis zu seinem Lebensende war er Pfarrer der Petrikirche in Buxtehude, das damals Teil des Erzstifts Bremen war.
Während seiner Frankfurter Studienzeit schrieb Scholvin die lateinische Tragikomödie Aethiopissa nach dem spätgriechischen Roman Aithiopika des Heliodor.

## Schriften
- Aethiopissa. Tragicocomoedia Nova, Ex Historia Aethiopica Heliodori Episcopi Tricensis. Frankfurt/Oder: Hartmann 1608

Digitalisat, UB Breslau
2. Auflage unter dem Titel: Heliodori Tricensis Episcopi Historia Aethiopica: apparatu comico in Scenam producta. Frankfurt/Oder: Hartmann 1620